# Croix allemande
La croix allemande (en allemand, Deutsches Kreuz) est une décoration militaire allemande du Troisième Reich. Elle fut créée le 28 septembre 1941. En 1942, il fut créé une classe supplémentaire, la croix allemande en or avec brillants, dont 20 exemplaires furent réalisés, mais qui ne fut jamais attribuée.

## Historique
La création de la croix allemande est liée au fait qu'au cours de la guerre de plus en plus de soldats étaient titulaires des deux premières classes de l'ordre de la croix de fer mais ne remplissaient pas les conditions pour l'obtention de la croix de chevalier alors qu'ils continuaient à faire preuve d'engagement, de bravoure et de sens du devoir.
Afin de pouvoir continuer à décorer ces soldats, la croix allemande, située dans l'ordre d'attribution entre la croix de fer 1re classe et la croix de chevalier de la croix de fer, fut créée avec ses deux classes distinctes. Et bien que cette décoration ne fût officiellement pas une classe de l'ordre de la croix de fer, son attribution ne pouvait se faire qu'après l'attribution préalable des deux premières classes de celle-ci.

## Classification
Il existait trois versions de la croix allemande :
- Croix allemande en or avec brillants
- Croix allemande en or
- Croix allemande en argent

## Description
La croix allemande était constituée d'une étoile à huit branches en argent sur laquelle figurait une couronne de laurier stylisée, en or ou en argent (selon la classe), sur laquelle était gravée l'année de la création de la décoration. Au centre de la couronne de laurier se trouvait une grande croix gammée.
Péjorativement, la croix allemande fut surnommée « œuf sur le plat » ou « insigne du parti pour myopes » du fait de sa croix gammée très visible.
Cette décoration fut portée, à l'opposé de la croix de fer de première classe, sur la poitrine droite de l'uniforme. À côté du modèle courant en métal, il existait également une version tissée qui pouvait être portée par ceux qu'une décoration métallique aurait gêné (pilotes, conducteurs de chars, etc.).
Le ruban était en or ou en argent, aux extrémités inférieures et supérieures rouges.

## Attribution

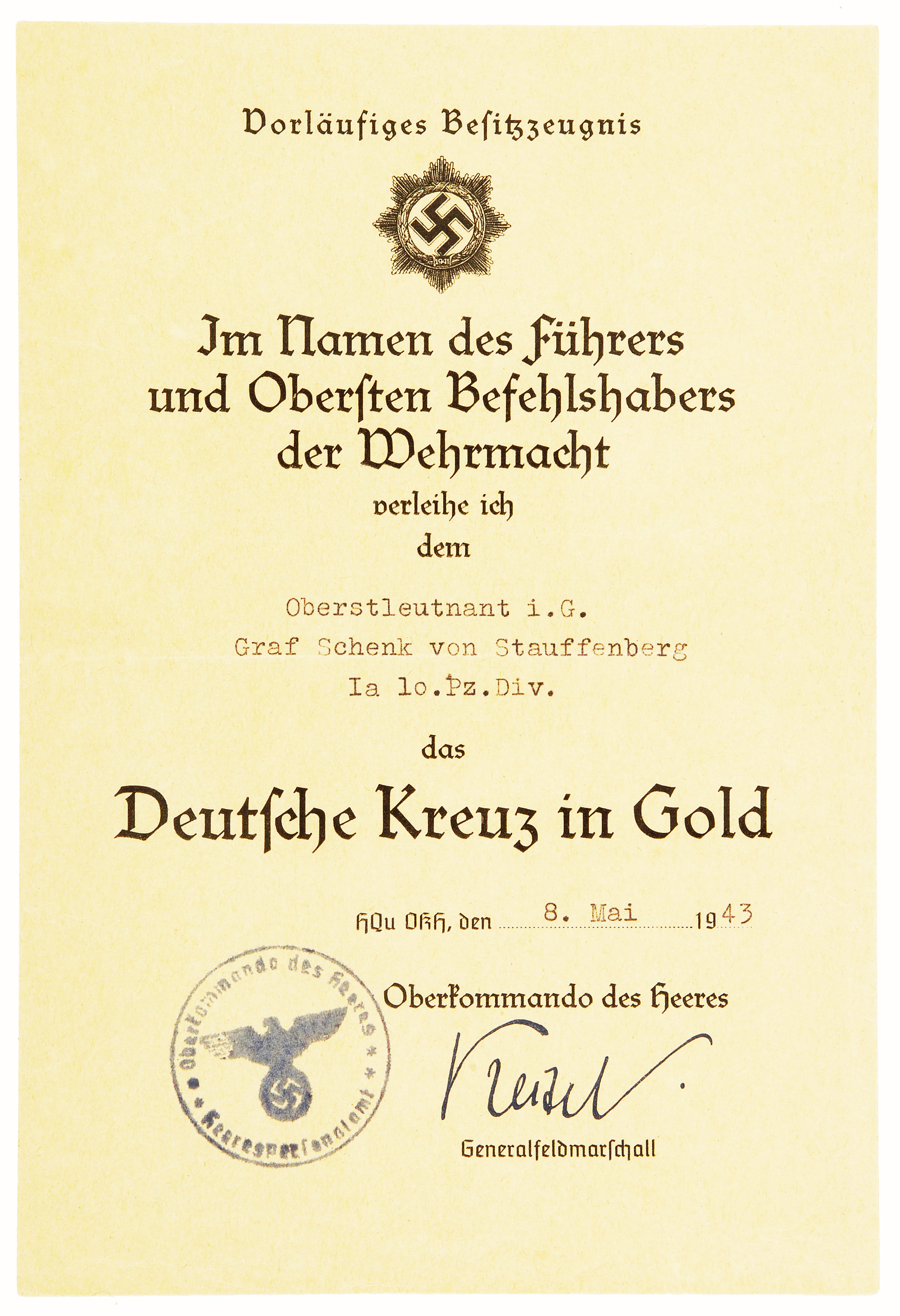
attribution de la croix allemande en or au colonel i. G. Claus Graf Schenk von Stauffenberg en 1943

Elle ne fut attribuée que pour des « actes de bravoure exceptionnels et répétés ou pour des mérites liés au commandement répétés et exceptionnels ». La croix allemande peut donc être comparée à la croix de chevalier de la maison des Hohenzollern attribuée durant la Première Guerre mondiale et alors située entre la croix de fer de 1re classe et la croix Pour le Mérite.
La croix allemande en or fut attribuée plus souvent que celle en argent, soit environ 26 000 fois contre moins de 2 500 attributions pour cette dernière. La croix en or avec brillants ne fut jamais décernée.

## Après-guerre

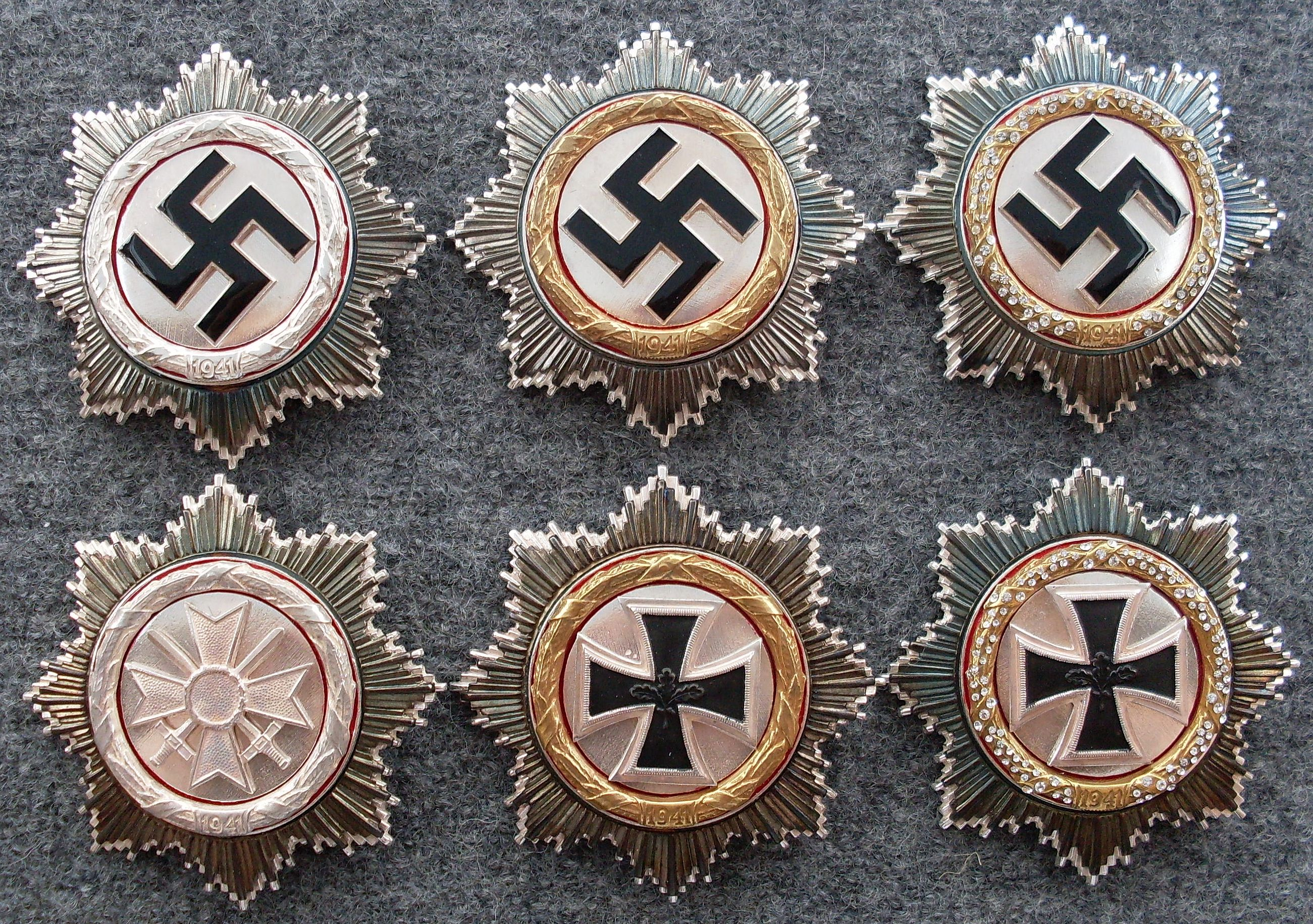
(De droite à gauche)
Ligne du haut (forme originale) : croix allemande en argent, en or, en or avec brillants
Ligne du bas (1957) : croix allemande en argent, en or, en or avec brillants

D'après une loi de 1957, la croix allemande pouvait, tout comme la croix de fer, à nouveau être portée à partir de cette date par ses titulaires, dont beaucoup de vétérans expérimentés formaient alors le noyau de la nouvelle armée allemande, la Bundeswehr.
Mais la croix gammée centrale fut alors remplacée par une croix de fer entourée de trois feuilles de chêne pour la croix allemande en or et par la croix du mérite militaire avec glaives pour la croix allemande en argent.